# Gynandromyia seychellensis
Gynandromyia seychellensis är en tvåvingeart som beskrevs av Mario Bezzi 1923. Gynandromyia seychellensis ingår i släktet Gynandromyia och familjen parasitflugor.
Artens utbredningsområde är Seychellerna. Inga underarter finns listade i Catalogue of Life.